# Light Sleeper
Pour plus de détails, voir Fiche technique et Distribution.
Light Sleeper est un film américain réalisé par Paul Schrader et sorti en 1992.
Le film suit John LeTour, la quarantaine, livreur de drogue, qui aimerait changer de métier. C'est alors qu'il rencontre son ex-fiancée, Marianne, dont il s'éprend à nouveau.

## Synopsis
John LeTour, dealer de drogues de 40 ans, travaille pour Ann qui approvisionne une clientèle exclusive du secteur bancaire et financier en médicaments. Alors qu'Ann envisage de passer à l'industrie des cosmétiques, LeTour, souffrant d'insomnie, a perdu tout sens de la vie.
Un soir alors qu'il s'apprête à rentrer chez lui, LeTour retrouve son ancienne petite-amie Marianne, avec qui il a eu une relation intense mais auto-destructrice à cause de leur addiction aux drogues. Bien qu'ils aient cessé de se droguer, Marianne refuse de prendre un nouveau départ avec lui, le considérant comme responsable de ses malheurs. Même après avoir passé une nuit ensemble, elle lui révèle que c'était sa façon de lui dire au revoir. À l'insu de Marianne, sa mère est décédée à l'hôpital alors qu'elle était avec LeTour. Aux obsèques de sa mère, lorsque LeTour arrive au salon funéraire, Marianne le rejette de façon violente et colérique, exigeant qu'il sorte de sa vie une fois pour toutes.
Pendant ce temps, la police commence à observer LeTour parce qu'un de ses clients, Tis, est responsable de la mort d'une jeune femme liée à la drogue. Lors d'une nouvelle livraison, LeTour découvre Marianne fortement droguée dans l'appartement de Tis. Mais quelques minutes seulement après son départ, celle-ci tombe de plusieurs étages. La jeune femme en mourra. Brisé par ce drame, LeTour décide de donner à la police des informations sur les derniers allées et venues de Marianne ainsi que tout ce qu'il sait sur Tis. Le lendemain, LeTour croise la jeune sœur de Marianne, Randi, lui disant de ne pas se sentir responsable de ce qui s'est passé.
Lorsque Tis commande un nouvel approvisionnement et insiste pour que LeTour le livre, celui-ci soupçonne que Tis veut se débarrasser de lui. Ann l'accompagne, mais les hommes de main de Tis la forcent à quitter la pièce. S'ensuit alors une fusillade dans laquelle LeTour tue Tis et ses hommes de main, mais se retrouve grièvement blessé. Il se couche sur le lit de l'hôtel, ne montrant ni colère ni douleur, seulement une profonde lassitude, puisque les sirènes de police se font entendre au loin.
Ann rend visite à LeTour en prison, où il exprime ses espoirs pour un avenir meilleur. Le film laisse entrevoir la possibilité qu'Ann l'attende à sa sortie prison. Sa vie va désormais changer.

## Fiche technique
- Titre original : Light Sleeper
- Réalisation et scénario : Paul Schrader
- Musique : Michael Been
- Photographie : Edward Lachman
- Montage : Kristina Boden
- Production : Linda Reisman
- Sociétés de production : Carolco Pictures, Grain of Sand Productions & Seven Arts
- Société de distribution : Fine Line Features
- Pays de production :  États-Unis
- Langue originale : anglais
- Format : Couleur - Mono - 35 mm - 1.85:1
- Genre : drame, thriller
- Durée : 99 minutes
- Date de sortie : 
  - États-Unis : 21 août 1992 (première à New York)
  - France : 17 mars 1993
- Film interdit en salles aux moins de 16 ans en France

## Distribution
- Willem Dafoe (VF : Jacques Frantz) : John LeTour
- Susan Sarandon (VF : Béatrice Delfe[1]) : Ann
- Dana Delany (VF : Françoise Vallon) : Marianne Jost
- David Clennon (VF : Joël Martineau) : Robert
- Victor Garber (VF : Michel Papineschi) : Tis Brooke
- Jane Adams (VF : Virginie Méry) : Randi Jost
- Mary Beth Hurt (VF : Anne Jolivet) : Teresa Aranow
- Paul Jabara (VF : Michel Mella) : Eddie
- Robert Cicchini (VF : Maurice Decoster) : Bill Guidone
- David Spade (VF : Mark Lesser) : le drogué théologiste
- Sam Rockwell (VF : Philippe Vincent) : Jealous

## Distinctions

### Nominations
- Festival international du film de Berlin
  - Ours d'or pour Paul Schrader
- Festival de Deauville
  - Prix de la critique pour Paul Schrader

## Anecdotes
- Seconde collaboration entre Dana Delany et Paul Schrader. Le réalisateur la fit tourner quatre ans plus tôt dans le film biographique Patty Hearst.
- Ce fut le dernier rôle de Paul Jabara.